# Simpiönselkä
Simpiönselkä är en del av en sjö i Finland. Den är en del av sjön Puula och ligger i Hirvensalmi i landskapet Södra Savolax, i den södra delen av landet, 200 km nordost om huvudstaden Helsingfors. Simpiönselkä ligger 94 meter över havet.